# Departamentul Magdalena
Departamentul Magdalena (spaniolă Departamento del Magdalena) este o provincie din Columbia de nord. Ea este delimitată la nord de Marea Caraibilor, la est de provinciile La Guajira și Cesar, iar la vest de provinciile Bolívar și Atlántico. Provincia este traversată Río Magdalena, fiind numită după Sf. Maria Magdalena. Suprafața provinciei este de 23.188 km², având o populație de 1.149.917 loc. (în 2005). Principalele ramuri economice în provincie sunt creșterea vitelor și culturile agricole de cafea, banane, orez, tabac, bumbac și yucca o plantă tropicală din familia Asparagacea. În regiunea capitalei provinciei Santa Marta sunt zăcăminte de petrol, Santa Marta este un oraș portuar, cu hoteluri numeroase pentru turiști. Caracteristic provinciei este țărmul care datorită munților din apropiere Sierra Nevada de Santa Marta (Pico Cristóbal Colón și Pico Simon Bolivar cu altitudinea de 5770 m) este cea mai înaltă coastă maritimă din lume.

## Localități
Pe teritoriul se află ca. 30 de comunități
| Localitatea                 | Nr. loc. în 2005 |
| --------------------------- | ---------------- |
| Algarrobo                   | 11.778           |
| Aracataca                   | 35.520           |
| Ariguaní                    | 31.047           |
| Cerro San Antonio           | 8.319            |
| Chibolo                     | 16.447           |
| Ciénaga                     | 101.985          |
| Concordia                   | 10.244           |
| El Banco                    | 54.855           |
| El Piñon                    | 17.035           |
| El Retén                    | 18.809           |
| Fundación                   | 56.986           |
| Guamal                      | 25.508           |
| Nueva Granada               | 16.134           |
| Pedraza                     | 8.031            |
| Pijiño del Carmen           | 14.115           |
| Pivijay                     | 36.018           |
| Plato                       | 49.195           |
| Puebloviejo                 | 24.994           |
| Remolino                    | 8.751            |
| Sabanas de San Angel        | 14.895           |
| Salamina                    | 8.404            |
| San Sebastián de Buenavista | 17.267           |
| San Zenón                   | 8.904            |
| Santa Ana                   | 23.235           |
| Santa Bárbara de Pinto      | 11.108           |
| Santa Marta                 | 415.270          |
| Sitionuevo                  | 26.867           |
| Tenerife                    | 12.550           |
| Zapayán                     | 8.642            |
| Zona Bananera               | 57.004           |